# Damery (Somme)
Damery és un municipi francès situat al departament del Somme i a la regió dels Alts de França. L'any 2007 tenia 210 habitants.

## Demografia

### Població

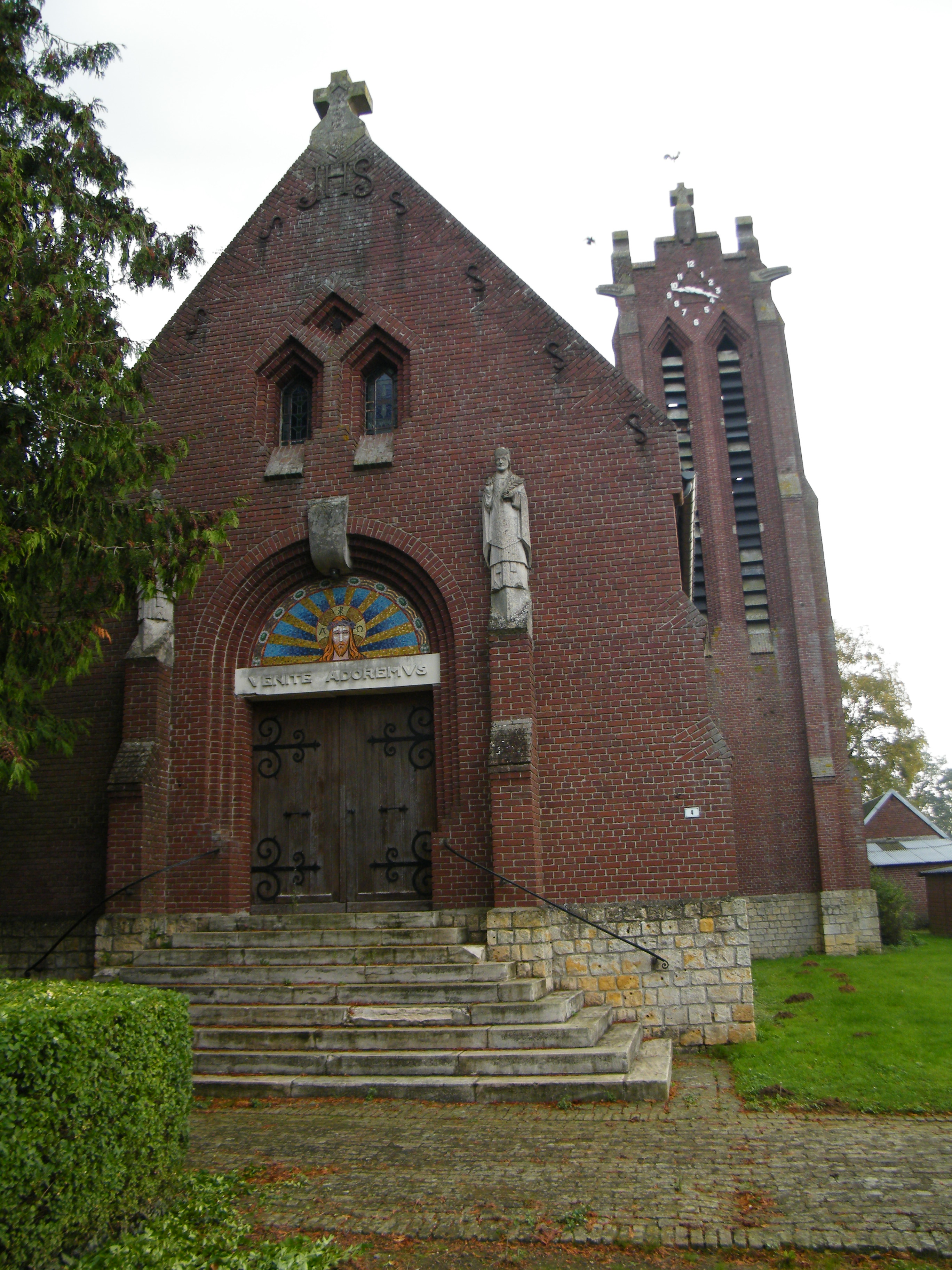

El 2007 la població de fet de Damery era de 210 persones. Hi havia 87 famílies de les quals 24 eren unipersonals (16 homes vivint sols i 8 dones vivint soles), 27 parelles sense fills, 16 parelles amb fills i 20 famílies monoparentals amb fills.
La població ha evolucionat segons el següent gràfic:
Habitants censats

### Habitatges

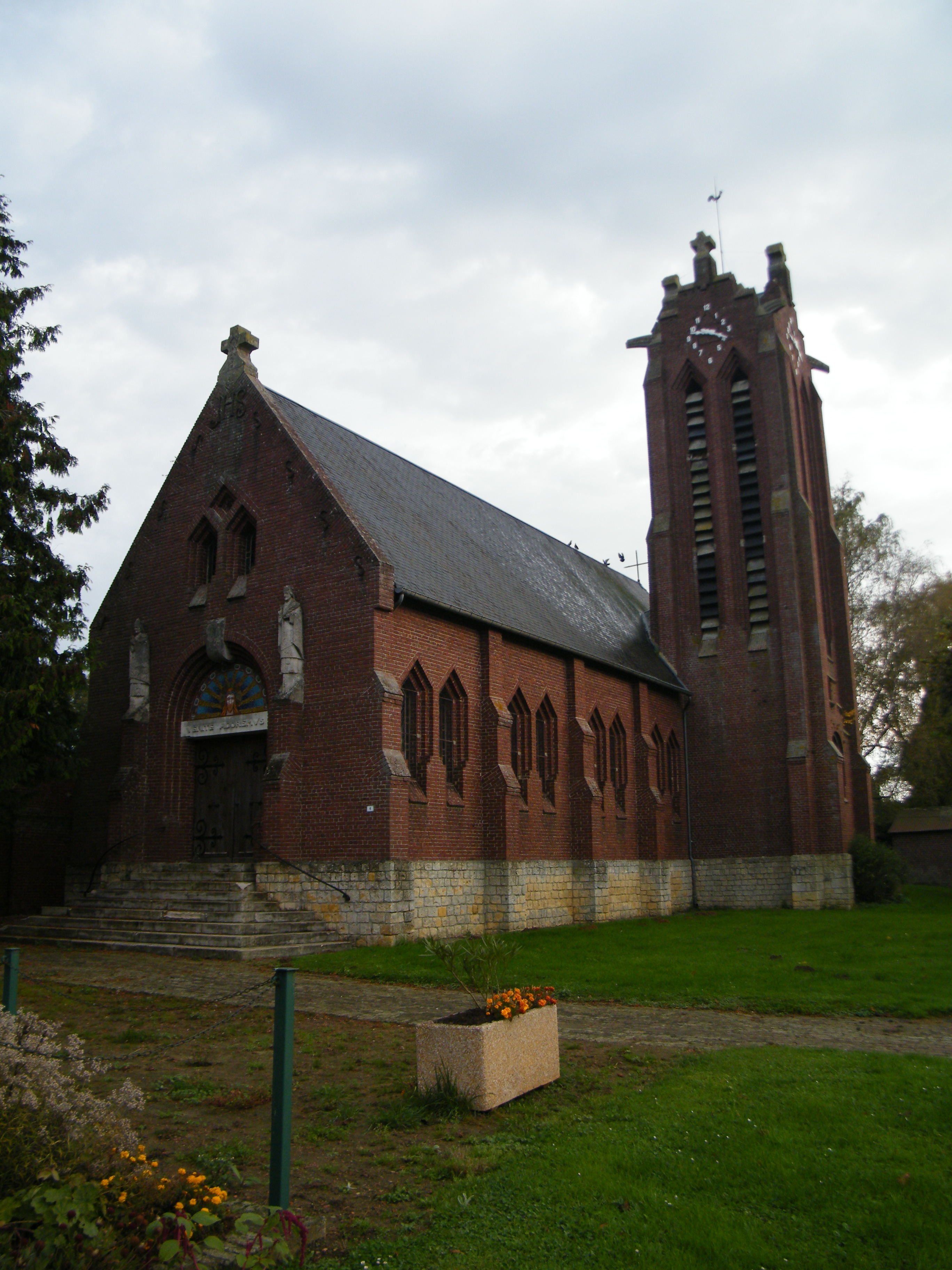

El 2007 hi havia 103 habitatges, 87 eren l'habitatge principal de la família, 7 eren segones residències i 9 estaven desocupats. 87 eren cases i 16 eren apartaments. Dels 87 habitatges principals, 60 estaven ocupats pels seus propietaris, 26 estaven llogats i ocupats pels llogaters i 1 estava cedit a títol gratuït; 17 tenien dues cambres, 14 en tenien tres, 16 en tenien quatre i 41 en tenien cinc o més. 75 habitatges disposaven pel capbaix d'una plaça de pàrquing. A 42 habitatges hi havia un automòbil i a 39 n'hi havia dos o més.

### Piràmide de població

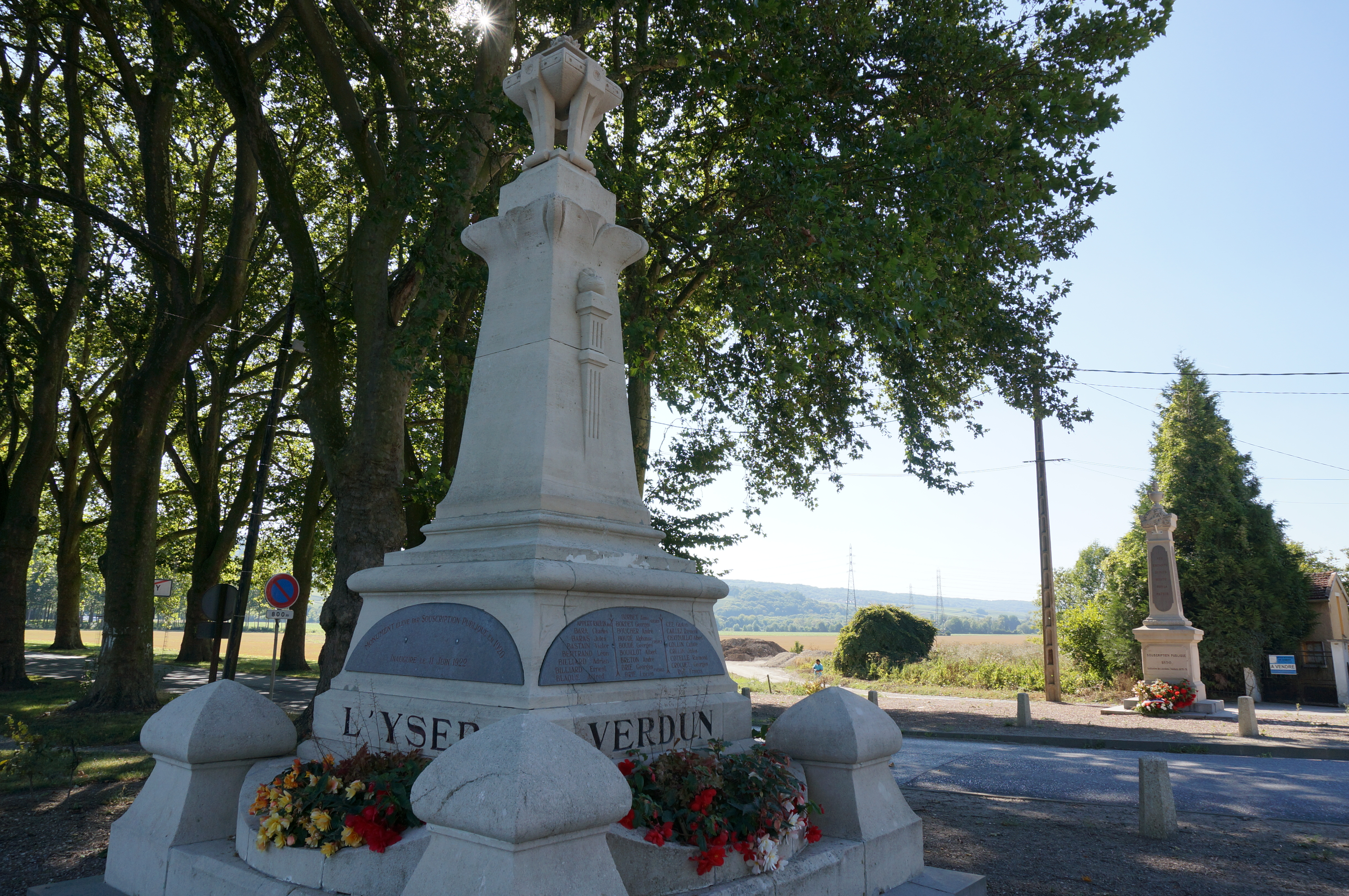

La piràmide de població per edats i sexe el 2009 era:
| Homes | Edats   | Dones |
| ----- | ------- | ----- |
| 0     | 95 o +  | 0     |
| 0     | 90 a 94 | 8     |
| 0     | 85 a 89 | 0     |
| 4     | 80 a 84 | 0     |
| 0     | 75 a 79 | 0     |
| 0     | 70 a 74 | 4     |
| 4     | 65 a 69 | 0     |
| 4     | 60 a 64 | 8     |
| 4     | 55 a 59 | 4     |
| 4     | 50 a 54 | 8     |
| 4     | 45 a 49 | 0     |
| 0     | 40 a 44 | 8     |
| 8     | 35 a 39 | 8     |
| 8     | 30 a 34 | 4     |
| 8     | 25 a 29 | 4     |
| 0     | 20 a 24 | 8     |
| 0     | 15 a 19 | 12    |
| 0     | 10 a 14 | 8     |
| 8     | 5 a 9   | 8     |
| 4     | 0 a 4   | 4     |

## Economia

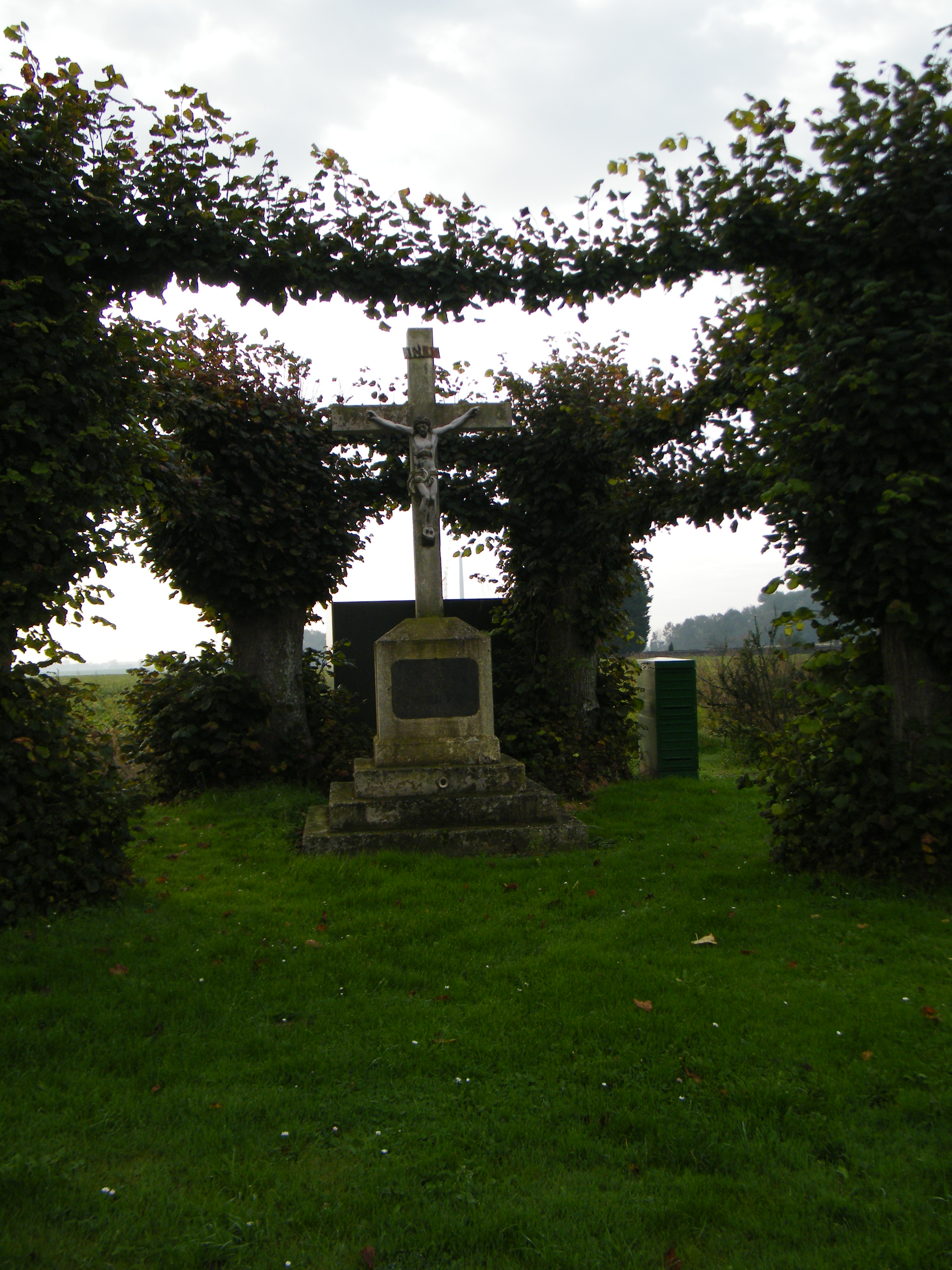

El 2007 la població en edat de treballar era de 150 persones, 119 eren actives i 31 eren inactives. De les 119 persones actives 111 estaven ocupades (65 homes i 46 dones) i 8 estaven aturades (3 homes i 5 dones). De les 31 persones inactives 10 estaven jubilades, 11 estaven estudiant i 10 estaven classificades com a «altres inactius».

### Ingressos
El 2009 a Damery hi havia 87 unitats fiscals que integraven 211 persones, la mediana anual d'ingressos fiscals per persona era de 17.733 €.

### Activitats econòmiques

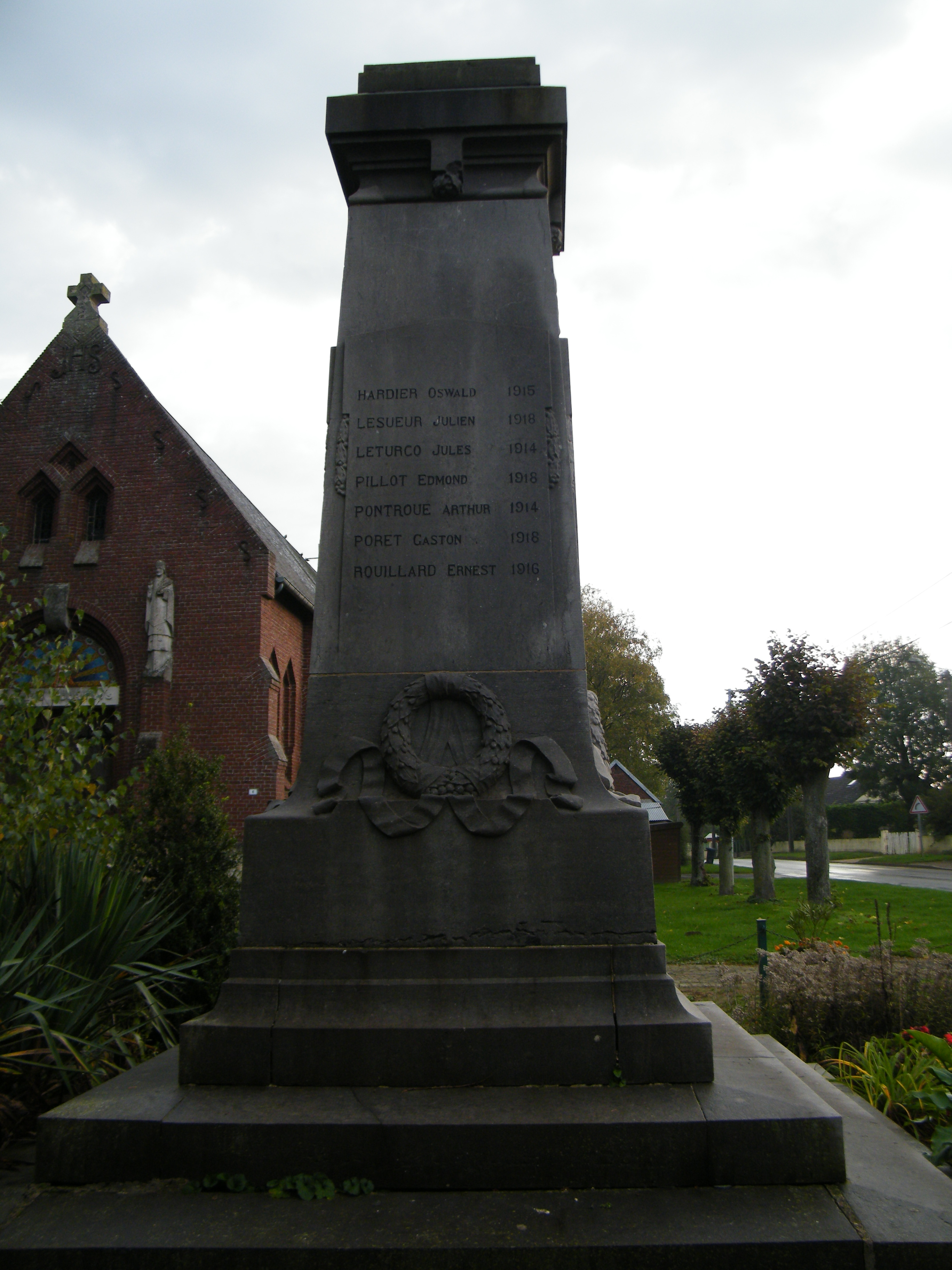

Dels 2 establiments que hi havia el 2007, 1 era d'una empresa extractiva i 1 d'una empresa de serveis.
L'únic servei als particulars que hi havia el 2009 era un paleta.
L'any 2000 a Damery hi havia 7 explotacions agrícoles que ocupaven un total de 644 hectàrees.

## Poblacions més properes
El següent diagrama mostra les poblacions més properes.